# Arniocera lugubris
Arniocera lugubris är en fjärilsart som beskrevs av M.Gaede 1926. Arniocera lugubris ingår i släktet Arniocera och familjen Thyrididae. Inga underarter finns listade i Catalogue of Life.